# Adisu Guadia
Adisu Guadia (hebräisch אדיסו גואדיה; * 11. September 2002) ist ein israelischer Leichtathlet äthiopischer Herkunft, der sich auf den Langstreckenlauf spezialisiert hat.

## Sportliche Laufbahn und Leben
Erste internationale Erfahrungen sammelte Adisu Guadia beim Europäischen Olympischen Jugendfestival (EYOF) 2017 in Győr, bei dem er in 8:39,08 min den vierten Platz im 3000-Meter-Lauf belegte. Im Jahr darauf gewann er bei den U18-Balkan-Meisterschaften in Istanbul in 3:59,72 min die Silbermedaille im 1500-Meter-Lauf sowie in 8:54,03 min auch über 3000 Meter. Anschließend belegte er bei den U18-Europameisterschaften in Győr in 8:31,98 min den achten Platz über 3000 Meter und gelangte dann bei den Olympischen Jugendspielen in Buenos Aires auf Rang neun. 2019 belegte er bei den U20-Balkan-Meisterschaften in Cluj-Napoca in 4:02,38 min den fünften Platz über 1500 Meter und anschließend siegte er beim EYOF in Baku in 8:35,04 min über 3000 Meter. Im Dezember wurde er bei den Crosslauf-Europameisterschaften in Lissabon nach 19:40 min 35. im U20-Rennen. 2021 gelangte er bei den U20-Europameisterschaften in Tallinn mit 8:25,32 min Rang elf über 3000 Meter und wurde bei den Crosslauf-Europameisterschaften in Dublin mit 18:34 min Elfter im U20-Rennen und gewann in der Teamwertung die Bronzemedaille. Im Jahr darauf erreichte er bei den Crosslauf-Europameisterschaften 2022 in Turin nach 24:06 min Rang sechs im U23-Rennen und 2023 gelangte er bei den U23-Europameisterschaften in Espoo mit 30:05,39 min auf den 15. Platz über 10.000 Meter. Im Dezember belegte er bei den Crosslauf-Europameisterschaften in Brüssel in 24:05 min den siebten Platz im U23-Rennen. Im Jahr darauf wurde er bei den Europameisterschaften in Rom in 28:42,39 min Neunter im B-Finale über 10.000 Meter.
2022 wurde Guadia israelischer Meister im 1500-Meter-Lauf.

## Persönliche Bestleistungen
- 1500 Meter: 3:48,25 min, 26. Juni 2022 in Jerusalem
- 3000 Meter: 8:10,23 min, 1. Juni 2022 in Tel Aviv-Jaffa
  - 3000 Meter (Halle): 8:01,01 min, 16. Februar 2024 in Fayetteville
- 5000 Meter: 13:47,55 min, 22. Juni 2024 in Wien
- 10.000 Meter: 28:10,06 min, 29. März 2024 in Palo Alto